# Zeedahlia
De zeedahlia (Urticina felina) is een zeeanemonensoort uit de familie Actiniidae. Urticina felina werd in 1761 als Priapus felinus voor het eerst wetenschappelijk beschreven door Carl Linnaeus.

## Kenmerken
De zeedahlia is een grote anemoon, de dieren bereiken een doorsnede van 10 tot 15 centimeter. De zuil wordt zo'n 6 centimeter hoog met 2 centimeter lange tentakels. De kleuring is zeer variabel, variërend van wit, geel, oranje, rood, blauw, grijs, paars en bruin tot effen of vaker in een bepaalde combinatie. Kenmerkend zijn de heldere meestal rode lijnen die vanuit de mond als dubbele lijn beginnen en om de tentakels lopen. Op de zuil zijn talrijke grijze bobbeltjes (zuigwratten) aanwezig, waaraan soms stukjes schelp, zand en zelfs wieren blijven hangen. Wanneer de tentakels volledig zijn ingetrokken, kan het lichaam van de anemonen bijna onzichtbaar worden door deze aanhangende deeltjes. Hun dieet bestaat uit kleine vissen en schaaldieren, die ze immobiliseren door groepen stekende netelcellen (cnidae) erin te vuren.

## Verspreiding en leefgebied
De soort is boreaal-arctisch met een mogelijke circumpolaire distributie. Komt voor langs de oostelijke Atlantische Oceaan van IJsland en Noord-Noorwegen tot bij Baskenland, maar niet in de Middellandse Zee. Deze anemoonsoort is veelal te vinden op de lagere kust en onder het getijdengebied, met name op kusten met sterke golfwerking of subgetijdengebieden met sterke getijdestromen. Kleine individuen kunnen zo hoog als de middentijlijn worden gevonden. Hecht zeer stevig aan rotsen en keien, meestal in spleten en geulen, en vormt soms dichte tapijten. Komt voor in estuaria waar een harde ondergrond aanwezig is.